# Hakon Hjertén
Karl Hakon Ragnar Hjertén, född 31 december 1874, död 29 juli 1946, var en svensk ämbetsman. Han var bror till Ivar Hjertén.
Hjertén avlade hovrättsexamen i Uppsala 1897, blev fiskal i Göta hovrätt 1907, hovrättsråd 1909, samt generaldirektör och chef för Patent- och registreringsverket 1930. Hjertén var expert på patentlagfrågor, var sekreterare i patentlagstiftningskommissionen 1908-15 och anlitades ofta som sakkunnig vid lagstiftning även på sparbanks- och föreningsväsendets områden.